# Rongxi, Chongqing
Rongxi (kinesiska: 溶溪) är en köping i sydvästra Kina. Den ligger i häradet Xiushan i storstadsområdet Chongqing, omkring 250 kilometer sydost om det centrala stadsdistriktet Yuzhong. Antalet invånare är 20 448. Befolkningen består av 9 877 kvinnor och 10 571 män. Barn under 15 år utgör 24,0 %, vuxna 15-64 år 65 %, och äldre över 65 år 9,0 %.